# Pola (Ilmensee)
Die Pola (russisch Пола́) ist ein Zufluss des Ilmensees in den russischen Oblasten Twer und Nowgorod.
Die Pola entspringt an der Nordwestflanke der Waldaihöhen in der Oblast Twer.
Sie fließt in überwiegend nördlicher Richtung durch den Süden der Oblast Nowgorod zum Ilmensee, in dessen Südostufer sie mündet.
Im Unterlauf – unweit der Mündung – berühren sich die Flussläufe von Pola und Lowat. Dabei sind die beiden Flüsse über eine Strecke von etwa 100 m miteinander verbunden.
Größere Nebenflüsse sind Schtscheberecha, Jawon und Polomet (alle von rechts).
Die Pola hat eine Länge von 267 km. Sie entwässert ein Areal von 7420 km².
Sie wird hauptsächlich von der Schneeschmelze gespeist.
Im Frühjahr führt der Fluss Hochwasser. Im Sommer und im Herbst hat der Fluss dagegen Niedrigwasser.
Der mittlere Abfluss der Pola beträgt 63 m³/s.
Im November / Dezember gefriert der Fluss. Im März / April taut die Wasseroberfläche wieder.
Der Fluss wurde zumindest in der Vergangenheit zum Flößen genutzt.